# Umberto Rossi Vezzani
Umberto Rossi Vezzani (Milano, 25 gennaio 1897 – Milano, 12 maggio 1953) è stato un pittore italiano.
Alla Galleria d'Arte Moderna di Milano sono conservati due suoi dipinti: Verso la stua e Cipresso solitario.